# Edmund Allenby
Edmund Henry Hynman Allenby (Brackenhurst, Nottinghamshire, 23 de abril de 1861 — Londres, 14 de maio 1936), 1º visconde  Allenby, foi um general britânico.

## Biografia
Foi um soldado inglês e governador imperial britânico. Ele lutou na Segunda Guerra Boer e também na Primeira Guerra Mundial, na qual ele conduziu a Força Expedicionária Egípcia (FEE) do império britânico, durante a Campanha do Sinai e na Palestina contra o Império Otomano na conquista da Palestina.

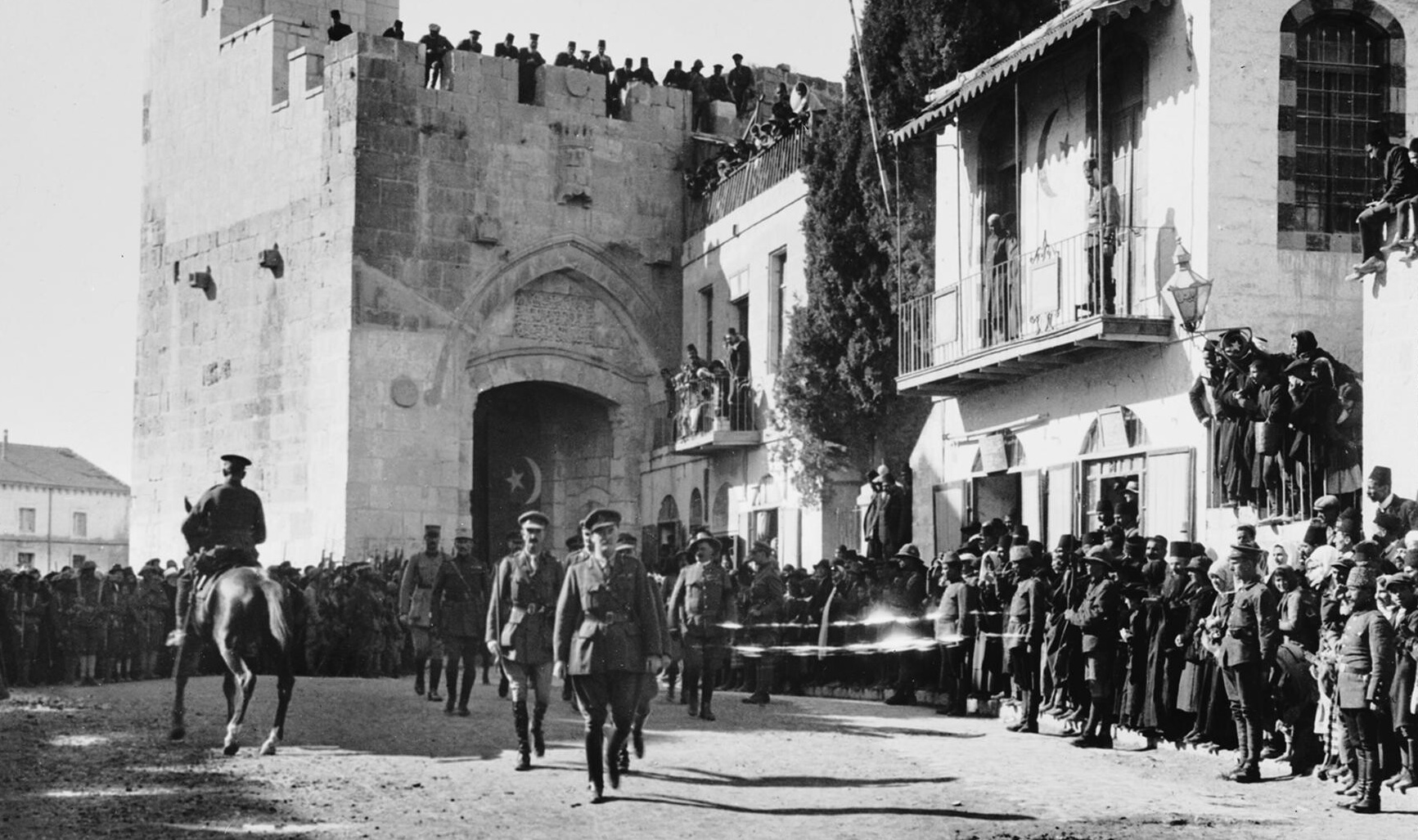
O vitorioso Allenby desmontou, entrou em Jerusalém a pé em respeito à Cidade Santa, 11 de dezembro de 1917

Os britânicos conseguiram capturar Beersheba, Jaffa e Jerusalém, de outubro a dezembro de 1917. Suas forças ocuparam o vale do Jordão durante o verão de 1918, depois passou a captura norte da Palestina e derrotar o Oitavo Exército Otomano na Batalha de Megido, forçando o Quarto e o Sétimo Exército Otomanos a recuar em direção a Damasco. Posteriormente, a perseguição da FEE pelo Corpo Montado do Desertos capturou Damasco e avançou para o norte da Síria.
Durante esta perseguição, ele comandou TE Lawrence ("Lawrence da Arábia"), cuja campanha com as Forças Sherifiais Árabes de Faisal ajudou na captura do território do Império Otomano pela FEE e lutou na Batalha de Aleppo, cinco dias antes do Armistício de Mudros encerrar a campanha em 30 Outubro de 1918. Ele continuou a servir na região como Alto Comissário para o Egito e o Sudão de 1919 a 1925.